# Galassia lenticolare

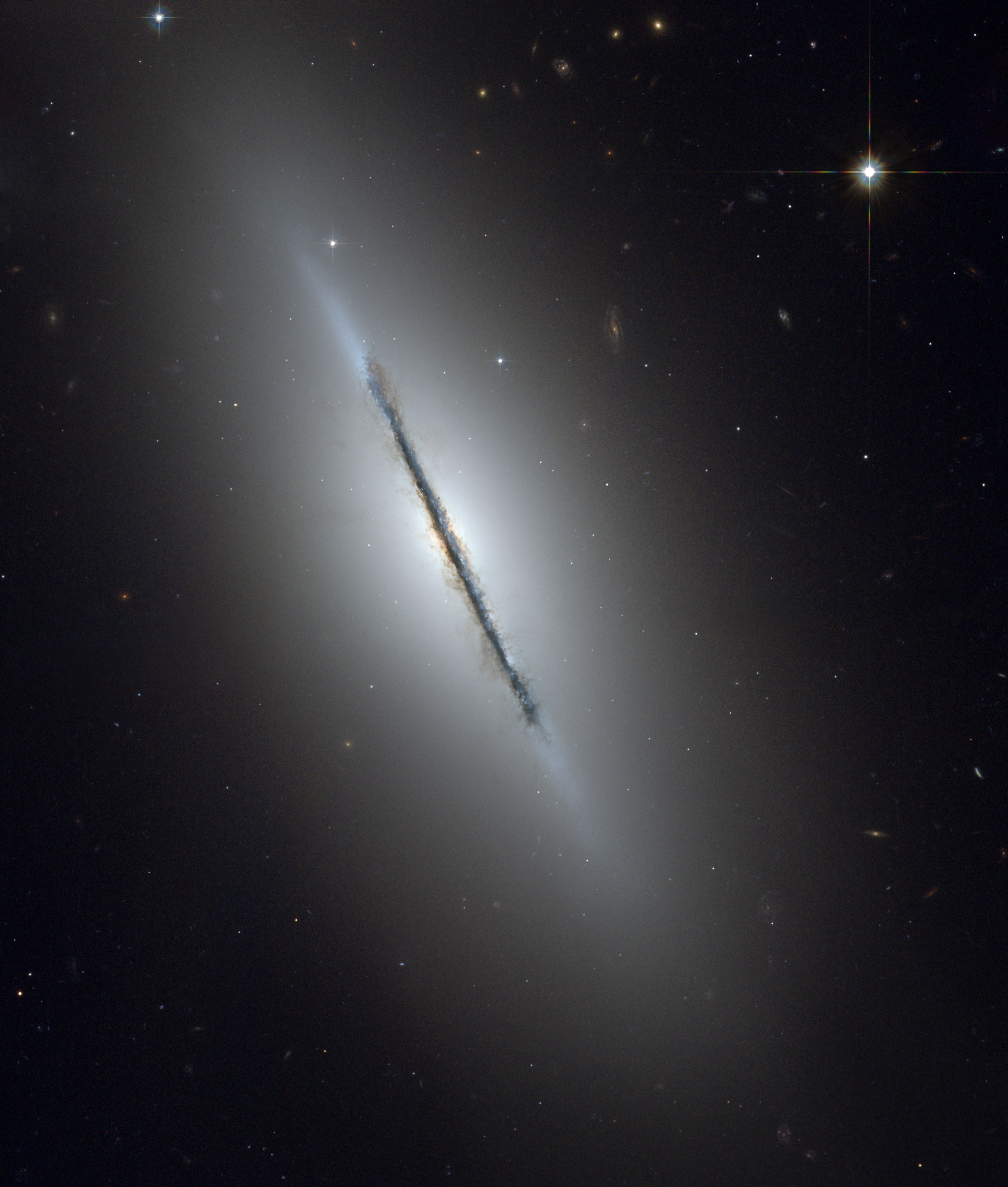
La galassia lenticolare Fuso (NGC 5866) nella costellazione del Drago. Credit:NASA/ESA

In astronomia, una galassia lenticolare è un tipo di galassia intermedio tra le ellittiche e le spirali nello schema di classificazione morfologica  della sequenza di Hubble.
Le galassie lenticolari hanno un disco (come le spirali) che contiene poca o nessuna materia interstellare che è stata utilizzata o perduta e pertanto presentano una ridotta attività di formazione stellare.
Sono di conseguenza costituite per lo più da stelle vecchie (come le galassie ellittiche).
Nella maggior parte delle galassie lenticolari la polvere interstellare si trova solo vicino al nucleo e generalmente segue il profilo del bulge, il rigonfiamento centrale. A causa dei loro bracci di spirale poco definiti, se sono inclinate e viste di taglio è difficile distinguerle dalle galassie ellittiche.

## Variazioni morfologiche

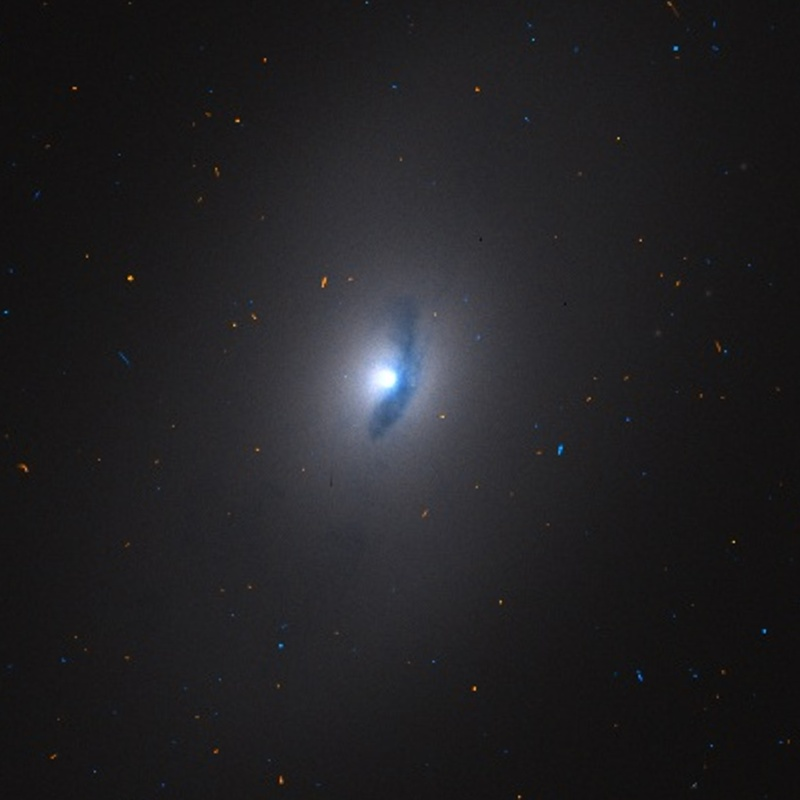
Anello di polvere vicino al nucleo di NGC 1553 ripreso dal telescopio spaziale Hubble.

Le galassie lenticolari non hanno varianti di forma estese come le galassie spirali, ma possono ugualmente essere divise in sottoclassi a seconda che abbiano una barra centrale, un anello interno o la forma a S. Questa suddivisione è chiamata sistema di classificazione di de Vaucouleurs.

### Barrate
La presenza o assenza di una barra centrale dà luogo alla seguente classificazione:
- SA0 indica l'assenza della barra centrale
- SB0 indica la presenza di una netta barra centrale
- SAB0 indica una classe intermedia caratterizzata dalla presenza di una debole barra[1]

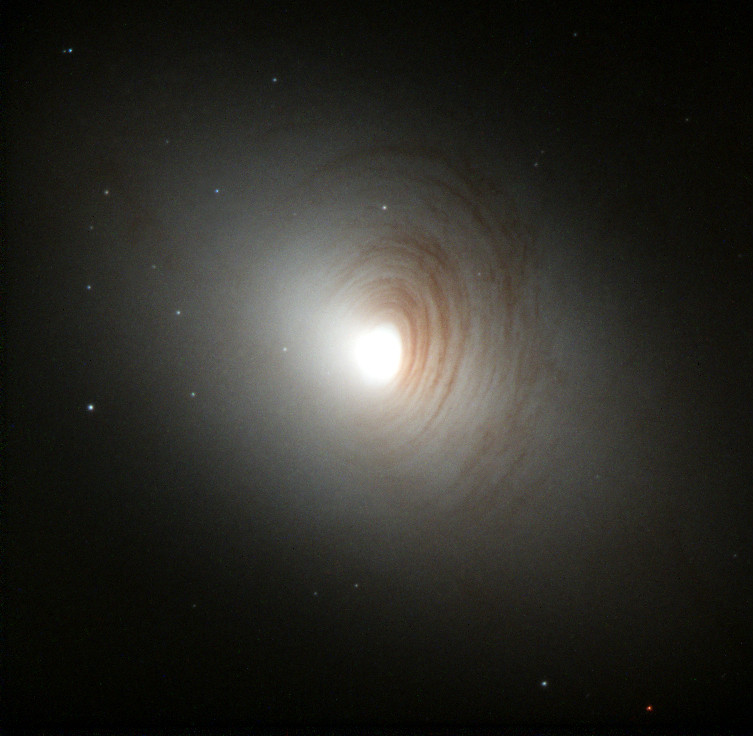
Galassia NGC 2787

### Anello interno e forma a S
Per alcune galassie lenticolari viene usata anche un'ulteriore suddivisione in funzione del fatto che abbiano un anello interno (S0(r)) o la forma a S (S0(s)); è stata proposta anche una designazione intermedia (S0(rs)).
Tuttavia non è facile trovare oggetti che corrispondano a queste designazioni, originariamente sviluppate per le galassie a spirale.

## Formazione
La morfologia e cinematica delle galassie lenticolari ciascuna, in una certa misura, suggeriscono una modalità di formazione della galassia. Il loro aspetto simile a un disco, possibilmente polveroso, suggerisce che provengono da galassie a spirale sbiadite, le cui caratteristiche del braccio sono scomparse. In alternativa, poiché le galassie lenticolari sono probabilmente più luminose delle galassie a spirale, il che suggerisce che non sono semplicemente i resti sbiaditi delle galassie a spirale. Piuttosto, le galassie lenticolari potrebbero derivare dalla fusione di galassie, che aumentano la massa stellare totale e danno alla galassia appena unita la sua apparenza simile a un disco, senza armamento. Ricerche recenti suggeriscono che l'evoluzione delle galassie lenticolari luminose possa essere strettamente legata a quella delle galassie ellittiche, mentre i lenticolari più deboli potrebbero essere più strettamente associati alle galassie a spirale con spirale ram-stripped.

### Spirali sbiadite

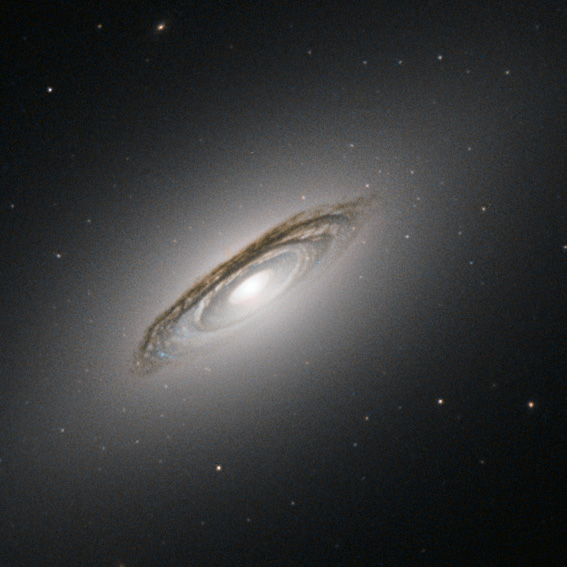
La galassia lenticolare NGC 6861

L'assenza di gas, la presenza di polvere, la mancanza di una recente formazione stellare e il supporto rotazionale sono tutti attributi che ci si può aspettare da una galassia a spirale che ha esaurito tutto il suo gas nella formazione delle stelle. Questa possibilità è ulteriormente rafforzata dall'esistenza di galassie a spirale povere, o "anemiche". Se il modello a spirale poi si dissipasse, la galassia risultante sarebbe simile a molti lenticolari. Moore et al. inoltre documentano che le molestie delle maree - gli effetti gravitazionali di altre galassie vicine - potrebbero aiutare questo processo in regioni densamente popolate. Il supporto più chiaro a questa teoria, tuttavia, è la loro adesione alla versione leggermente spostata della relazione Tully-Fisher, discussa sopra.
Un articolo del 2012 che suggerisce un nuovo sistema di classificazione, proposto per la prima volta dall'astronomo canadese Sidney van den Bergh, per galassie lenticolari e nane sferoidali (S0a-S0b-S0c-dSph) che si allinea alla sequenza di Hubble per spirali e irregolari (Sa-Sb- Sc-Im) rafforza questa idea mostrando come la sequenza spirale-irregolare sia molto simile a questa nuova per lenticolari e ellittiche nane.

### Fusioni
Le analisi di Burstein e Sandage hanno mostrato che le galassie lenticolari hanno in genere una luminosità superficiale molto maggiore di altre classi a spirale. Si ritiene inoltre che le galassie lenticolari presentino un rapporto tra il rigonfiamento e il disco maggiore rispetto alle galassie a spirale e ciò potrebbe essere incoerente con il semplice sbiadimento da una spirale. Se le S0 fossero state formate da fusioni di altre spirali, queste osservazioni sarebbero state adeguate e avrebbe anche giustificato l'aumento della frequenza dei cluster globulari. Va detto, tuttavia, che i modelli avanzati del rigonfiamento centrale che includono sia un profilo di Sérsic generale che una barra indicano un rigonfiamento più piccolo, e quindi un'incoerenza ridotta. Le fusioni non sono in grado di spiegare l'offset della relazione di Tully-Fisher senza presupporre che le galassie unite fossero molto diverse da quelle che vediamo oggi.